# Hypererythrops serriventer
Hypererythrops serriventer är en kräftdjursart som beskrevs av Holt och W. M. Tattersall 1905. Hypererythrops serriventer ingår i släktet Hypererythrops och familjen Mysidae. Inga underarter finns listade i Catalogue of Life.